# Глинка, Дмитрий Григорьевич
Дми́трий Григо́рьевич Гли́нка (1808—1883) — русский дипломат, социолог и писатель
, действительный тайный советник.

## Биография
Родился 29 июля (10 августа) 1808 года; сын профессора Дерптского университета Григория Андреевича Глинки и Устиньи (Юстины) Карловны (урождённой Кюхельбекер; 1784—1871).
Образование получил в Благородном пансионе при Императорском Санкт-Петербургском университете, где был учеником своего дяди по матери, декабриста В. К. Кюхельбекера.
Окончив пансион в 1824 году с правом на чин Х класса, 17 января 1825 года поступил на службу в Коллегию иностранных дел; занимал должности второго секретаря в Копенгагене (с 15 мая 1831 года, переименован в младшие секретари 31 декабря 1835 года), старшего секретаря в Стокгольме с 20 марта 1837 года, советника в Берлине с 9 июля 1846 года. Во время службы в Стокгольме с 22 мая 1841 года по 14 марта 1844 года исправлял должность поверенного в делах; 25 марта 1844 года был произведён в статские советники.
С 29 января 1850 года — поверенный в делах при дворах Гессен-Дармштадтском, Гессен-Кассельском, Нассауском; 8 апреля 1851 года произведён в действительные статские советники.
В 1853 году был отправлен курьером в Союзный сейм во Франкфурт-на-Майне (вместо князя А. М. Горчакова), где, как и его предшественник, сблизился с прусским послом Отто фон Бисмарком. Будучи сторонником союза России, Франции и Пруссии, Глинка старался препятствовать антирусской политике прусского министра иностранных дел барона фон Мантейфеля; 8 июня 1853 года Глинка был уволен от должности поверенного в делах при Гессенском дворе.
Д. Г. Глинка 7 июля 1856 года был назначен чрезвычайным посланником и полномочным министром в Рио-де-Жанейро и произведён на этом посту в тайные советники (17 апреля 1863 года); 3 апреля 1871 года перемещён на такую же должность в Лиссабон, где и оставался до своей смерти, наступившей 14 мая 1883 года; 12 апреля 1881 года произведён в действительные тайные советники.
Женат он был на Юстине-Христине Бангеман-Гейген и имел сына Николая (1838—01.04.1884), консул во Франкфурте-на-Майне, умер в Висбадене из-за осложнений после ампутации руки, похоронен там же; и дочь Юстину (1836), фрейлина.

## Награды
Он имел высшие ордена: Св. Станислава 1-й ст. (1855), Св. Анны 1-й ст. (1860), Св. Владимира 2-й ст. (1866) и Белого орла (1875).

## Публикации
Глинка написал по-французски и издал за границей две книги: «Esquisse d`une theorie du droit naturel» (Berlin, 1835) и «Philosophie du droit, ou l`explication des rapports socciaux» (Paris, 1842). В 4-м издании вторая книга была совершенно переделана и озаглавлена: «La science de la societe humaine» (Paris, 1867). С этого издания она была переведена на русский язык П. А. Бибиковым и издана под заглавием «Наука о человеческом обществе» (СПб., 1870).
Глинка был также большим любителем живописи и составил картинную галерею.